# 隆得高速公路
隆得高速公路是连接中国四川省隆昌市和得荣县的高速公路。其中隆汉段全长303公里，经过自贡、荣县、井研、乐山、峨眉山、峨边、金口河，由自隆高速、乐自高速、乐宜高速安谷至乐雅高速冷山段（与 成渝环线高速共线）、乐雅高速乐峨连接线、峨眉至汉源高速公路组成。起于石棉，经九龙、稻城、乡城，止于得荣的路段为远期展望线。

## 隆昌－自贡
該段高速公路於2011年12月25日開工，並於2015年12月26日建成通車。全長70.63千里，設有12個互通立交。

## 自贡－乐山
乐自高速公路已於2013年12月30日正式通車。全長113.2千米，設有長山、度佳、榮縣南、貢井（橋頭）、自流井5個站點。
该段高速公路由山东高速集团投资建设，采用BOT模式运营，故部分收费站及服务区有“山东高速”标志。

## 乐山－汉源
乐汉高速公路起于乐山市成乐高速公路冷山互通立交，经峨眉山市、沙湾区，到雅安市汉源县。全线分为乐山－峨眉山段及峨眉山－汉源段，其中乐山－峨眉山段已于2012年12月27日正式通车，长约22公里，路基宽度24.5米，双向四车道，设计时速为80公里／小时。峨眉至汉源高速公路于2016年9月10日开工，全长123.468公里，设计为四车道高速公路，设计时速80公里，建设大中型桥梁100余座，隧道25条。部分路段（57公里）于2022年12月30日通车。2023年12月29日，峨汉高速公路全线通车。

### 沿途收费站
| 里程                                                                                         | 类型       | 名称     | 连接         | 说明 |
| -------------------------------------------------------------------------------------------- | ---------- | -------- | ------------ | ---- |
| 0                                                                                            | 主线出入口 | 乐山南   | 乐雅高速公路 |      |
| 22                                                                                           | 主线出入口 | 峨眉山南 | 峨九路       |      |
| 1.000 英里 = 1.609 千米；1.000 千米 = 0.621 英里 并行路段 • 已关闭／取消 • 限制进入 • 未开放 |            |          |              |      |

## 汉源－石棉
该段与京昆高速公路（雅西段）共线。